# Sus verrucosus
Javali-de-Java (Sus verrucosus) é uma espécie de mamífero da família Suidae. Endêmica da Indonésia.

## Nomenclatura e taxonomia
Duas subespécies são reconhecidas:
- Sus verrucosus verrucosus Boie, 1832 - encontrada em Java e originalmente na ilha de Madura.
- Sus verrucosus blouchi Groves, 1981 - encontrada na ilha de Bawean.